# Războiul Ruso-Austro-Turc (1787–1792)
Războiul Ruso-Austro-Turc 1787-1792 a fost un război care a avut loc între Imperiul Otoman, pe de o parte, și Imperiul Rus și Imperiul Habsburgic pe de alta. Imperiul Otoman dorea ca prin acest război să-și recapete teritoriile care fuseseră anexate la Imperiul Rus ca urmare a Războiului Ruso-Turc din 1768-1774, inclusiv Crimeea. Războiul s-a finalizat cu victoria rușilor și încheierea Păcii de la Iași.

## Cadrul istoric

### Ultimii ani de existență a Hanatul Crimeii (1774-1783)
După încheierea Tratatului de pace de la Kuciuk-Kainargi la 24 iulie 1774, care acorda Hanatul Crimeii independența, Rusia a început să-și retragă trupele de pe peninsulă. Sankt Petersburgul spera să-și extindă influența sa asupra hanatului pe cale diplomatică datorită fidelității față de Rusia a hanului Sahib II Ghirai și simpatiei proruse a fratelui său kalgá (moștenitor) Șahin Ghirai. Însă turcii, încălcând Tratatul din 1774, au încercat să intervină în interesele Hanatului.

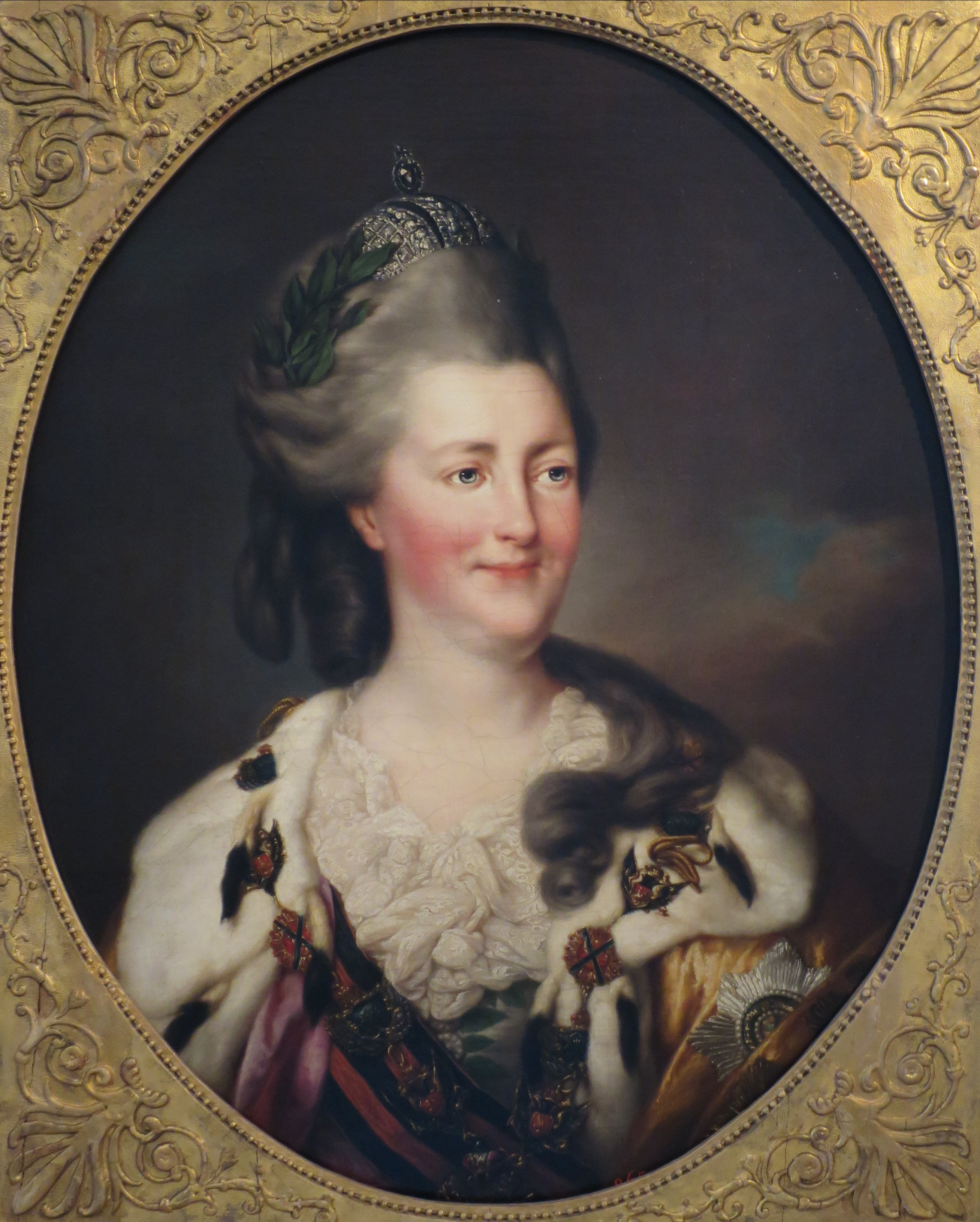
Ecaterina a II-a a Rusiei

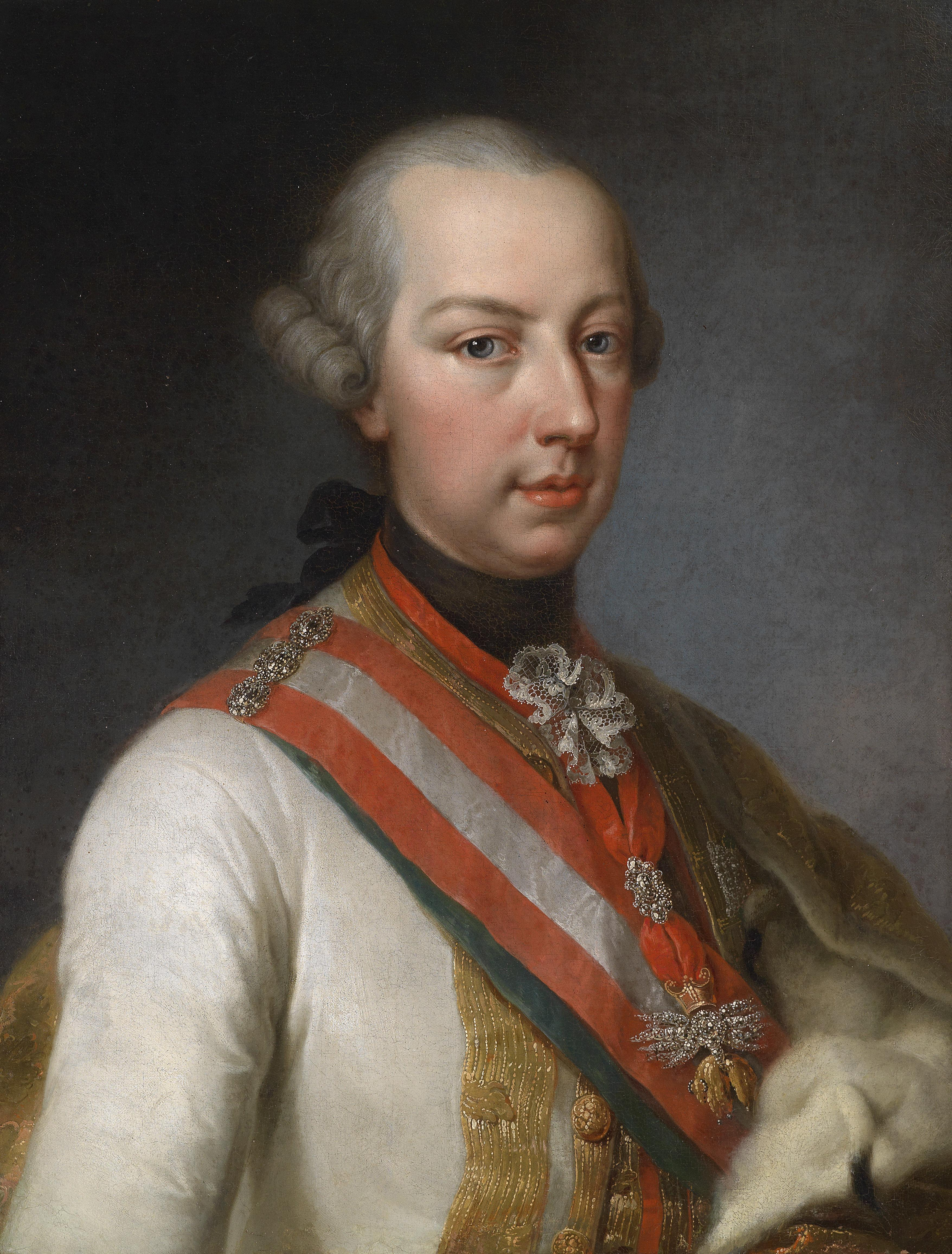
Iosif al II-lea

Tratatul era foarte dezavantajos pentru Imperiul Otoman și, astfel, prin propriul lui conținut, nu îi asigura Rusiei o pace de durată cu Imperiul Otoman. Poarta încerca de a se sustrage de la îndeplinirea deplină a Tratatului — nu plătea contribuțiile sau nu permitea trecerea corăbiilor ruse din Arhipelag în Marea Neagră sau făcea agitație în Crimeea, încercând astfel să-și mărească numărul de susținători. Imperiul Rus a fost de acord ca tătarii din Crimeea să recunoască autoritatea sultanului drept cap religios musulman. Acesta i-a permis sultanului să influențeze pe plan politic asupra tătarilor. La sfârșitul lui iulie 1775 turcii și-au adus trupele în Crimeea.
Sahib al II-lea Ghirai, supranumit în hanat „Mână lungă” în 1771, nu se bucura de simpatia poporului, în principal din cauza aspirației sale spre reforme europene. În martie 1775 a fost detronat de partidul care dorea dependența Crimeii de Turcia și în locul lui a fost întronat protejatul Turciei, Devlet IV Ghirai.
Aceste evenimente au mâniat-o pe țarina Ecaterina a II-a, care, din acestă cauză, l-a înlăturat din funcție pe comandantul Armatei a 2-a ruse, Dolgorukov, înlocuindu-l cu general-locotenentul Șerbinin. Ea i-a poruncit în 1776 lui Piotr Rumianțev-Zadunaiski să conducă o parte din armată în Crimeea, să-l înlăture pe Devlet Ghirai și să-l declare Han pe Șahin Ghirai. În noiembrie 1776 cneazul Prozorovskiy a ajuns în Crimeea. Rușii au ocupat cetățile din Crimeea revenite Rusiei conform cu Tratatul de la Kuciuk-Kainargi, fără nicio opunere. Turcii au fost nevoiți să se retragă, Devlet Ghirai a fugit în Turcia, iar tronul Crimeii a fost obținut de fratele lui Sahib II Ghirai - Șahin Ghirai, în primăvara anului 1777, căruia Rusia i-a înmânat paralel 50.000 ruble și o pensie anuală de 1.000 ruble pe lună. Noul han nu se bucura de supunerea subordonaților săi. Rămânea la putere numai datorită susținerii militare a Rusiei. Șahin Ghirai a stabilit, printre altele, înființarea unei armate regulate în Crimeea, de care a și fost omorât. În rândul armatei nou-formate s-a declanșat o rebeliune.
Turcia s-a folosit de acesta, și Selim III Ghirai, care a fost alungat în 1771 de către Dolgorukov, s-a întors în Crimeea și a fost numit han. În ajutorul lui, Turcia a trimis 8 corăbii. Ecaterina II, ca urmare a acestor evenimente, i-a ordinat lui Rumianțev să-l readucă la putere pe Șahin Ghirai și să înnăbușe răscoala. Pentru executarea acestui ordin a fost desemnat din nou Prozorovskiy.
La scurt timp a avut loc o schimbare de situație la Constantinopol. Ca Mare Vizir a fost desemnat un om pașnic, și la 10 martie 1779, cu Imperiul Otoman s-a semnat o convenție, prin care se confirma Tratatul de la Kuciuk-Kainargi, și prin care Șahin Ghirai era recunoscut drept han. După aceasta, armata rusă a plecat din Crimeea și aștepta evenimentele de mai departe de la hotare.
Puterea lui Șahin Ghirai, care nu era iubit de popor, nu era vulnerabilă. În iulie 1782, împotiva lui s-a ridicat o răscoală, și Șahin Ghirai a fost nevoit să fugă în Kerci. Turcii au cucerit Tamanul și amenințau cu trecerea armatei lor în Crimeea. Atunci, comandantul armatei ruse la sud, Grigori Potiomkin i-a ordonat vărului său, Pavel Potimkin, să respingă turcii până după Kuban, lui Alexandr Suvorov — să alunge tătarii din Bugeac, iar grafului Anton Belmen de a trece în Crimeea și să instaureze pacea.
În Crimeea era neliniște, mereu se aprindeau revolte, se făceau conspirații, capii religioși făceau agitație pentru Turcia. Atunci, după parerea lui Grigori Potiomkin, Ecaterina II a decis să lichideze Hanatul. Grigori Potiomkin l-a convins pe Șahin Ghirai să se refuze de putere, transmițând-o în mânile Ecaterinei II. Armata rusă a fost concentrată imediat la hotarele turcești, Flota militară rusă apare și în Marea Neagră, iar la 8 aprilie 1783 apare un manifest cu privire la anexarea Crimeii, Tamanului și tătarilor din Kuban la Imperiul Rus. Turcia a fost nevoită să cedeze, și sultanul, în decembrie 1783 a recunoscut peintr-un act formal anexarea teritoriilor date la Imperiul Rus.
Imperiul Otoman și statele europene au recunoscut formal anexarea Crimeii la Imperiul Rus. Teritoriile nou-anexate au fost numite Taurida (rus. Таврида). Favoritul țarinei Ecaterina a II-a a Rusiei, Grigori Potiomkin, cneaz de Taurida, trebuia să se ocupe de popularea teritoriilor, dezvoltarea economiei, construcția orașelor, porturilor, cetăților. Baza principală a Flotei Mării Negre, care se crea, a devenit Sevastopolul.

### Tratatul de la Gheorghievsk

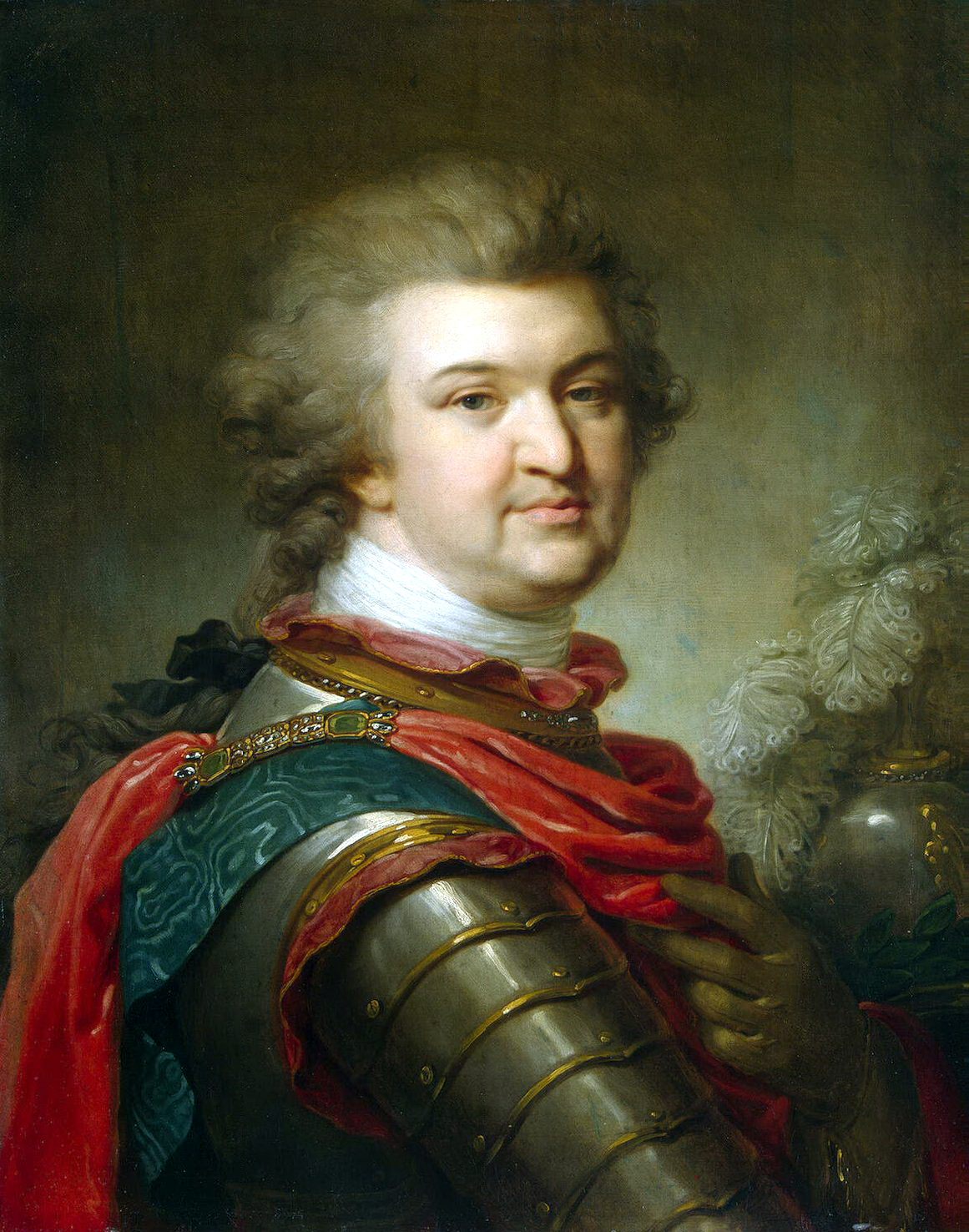
Grigori Potemkin

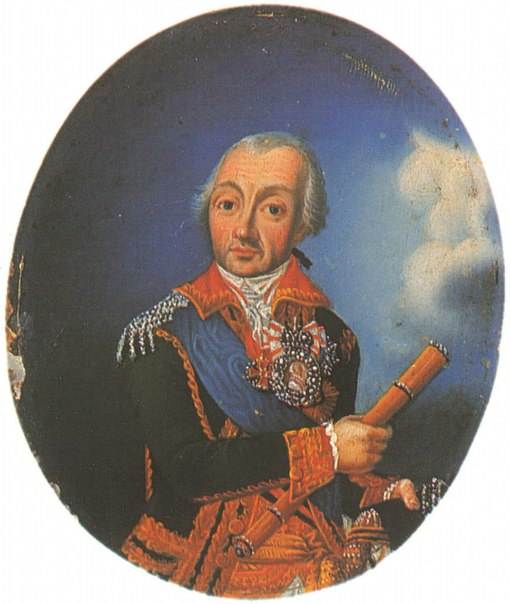
Alexandr Suvorov

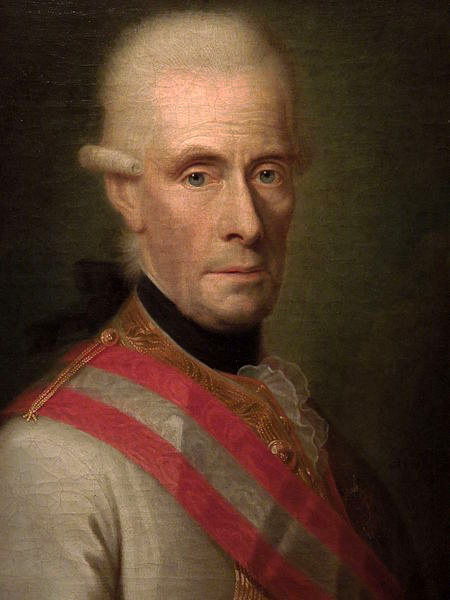
Ernst Gideon von Laudon

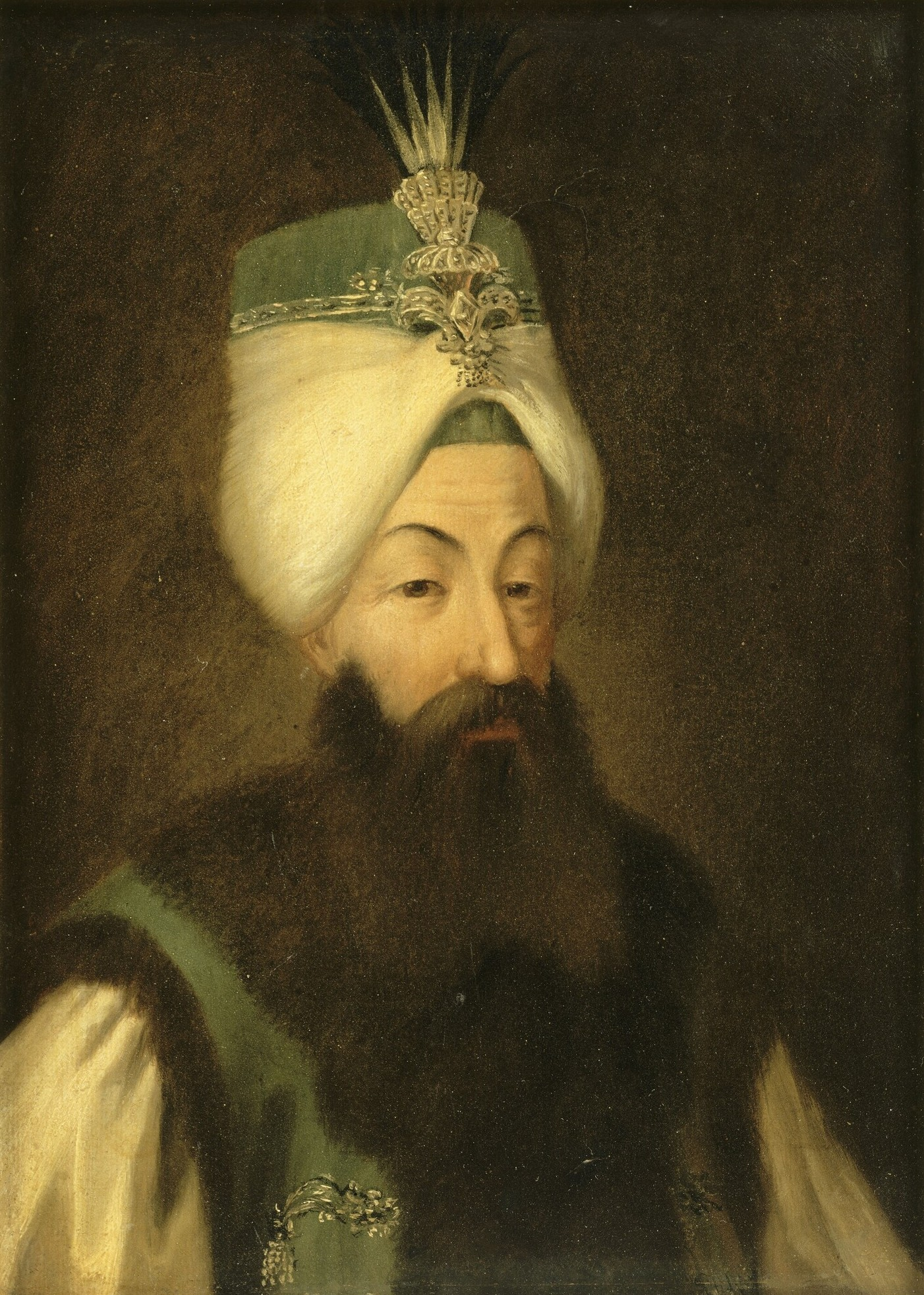
Abdul Hamid I

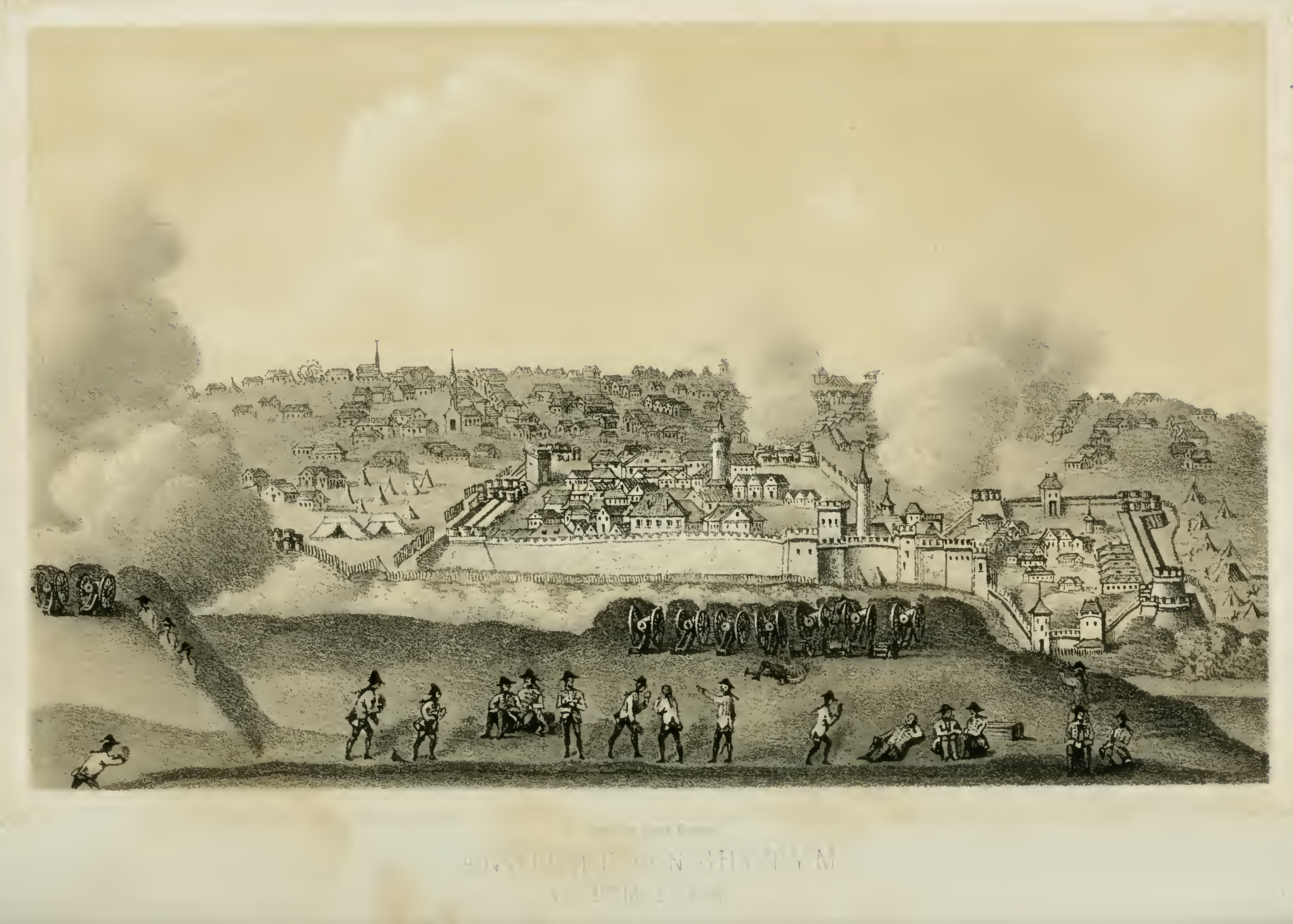
Asediul Hotinului

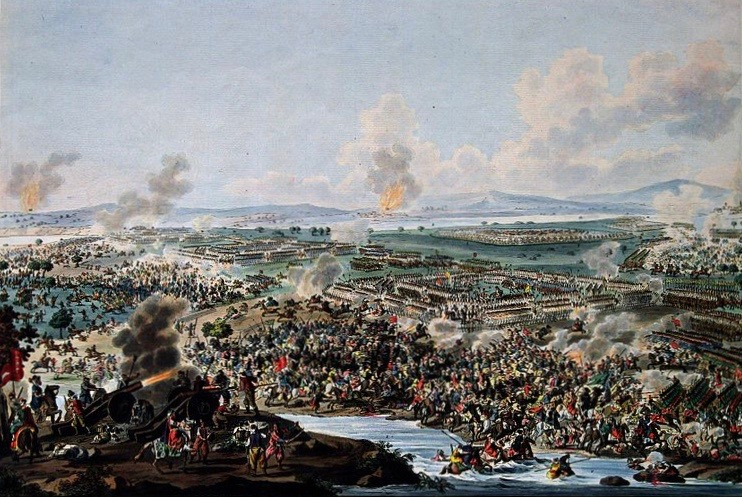
Lupta de la Adjud

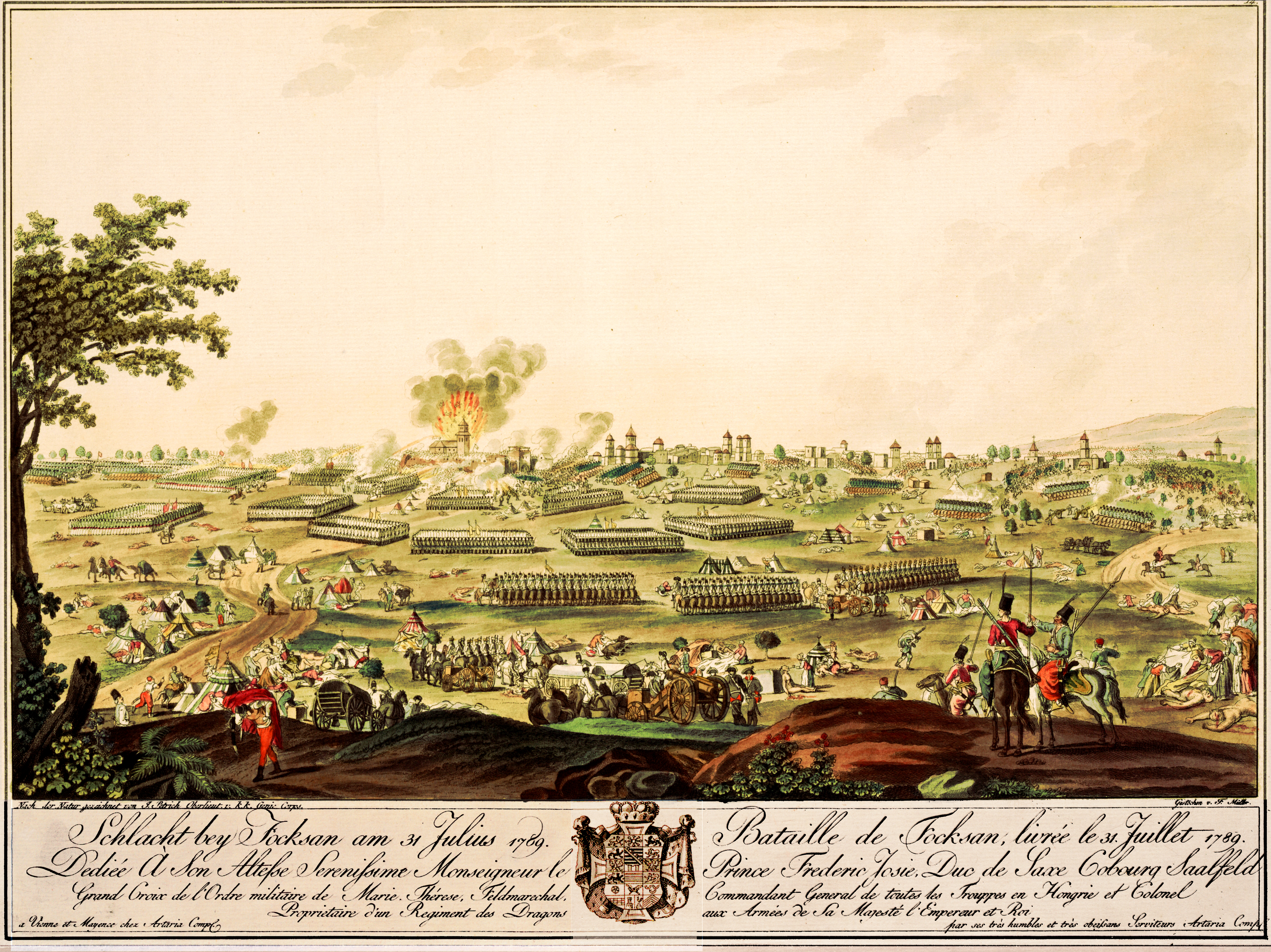
Bătălia de la Focșani (1789)

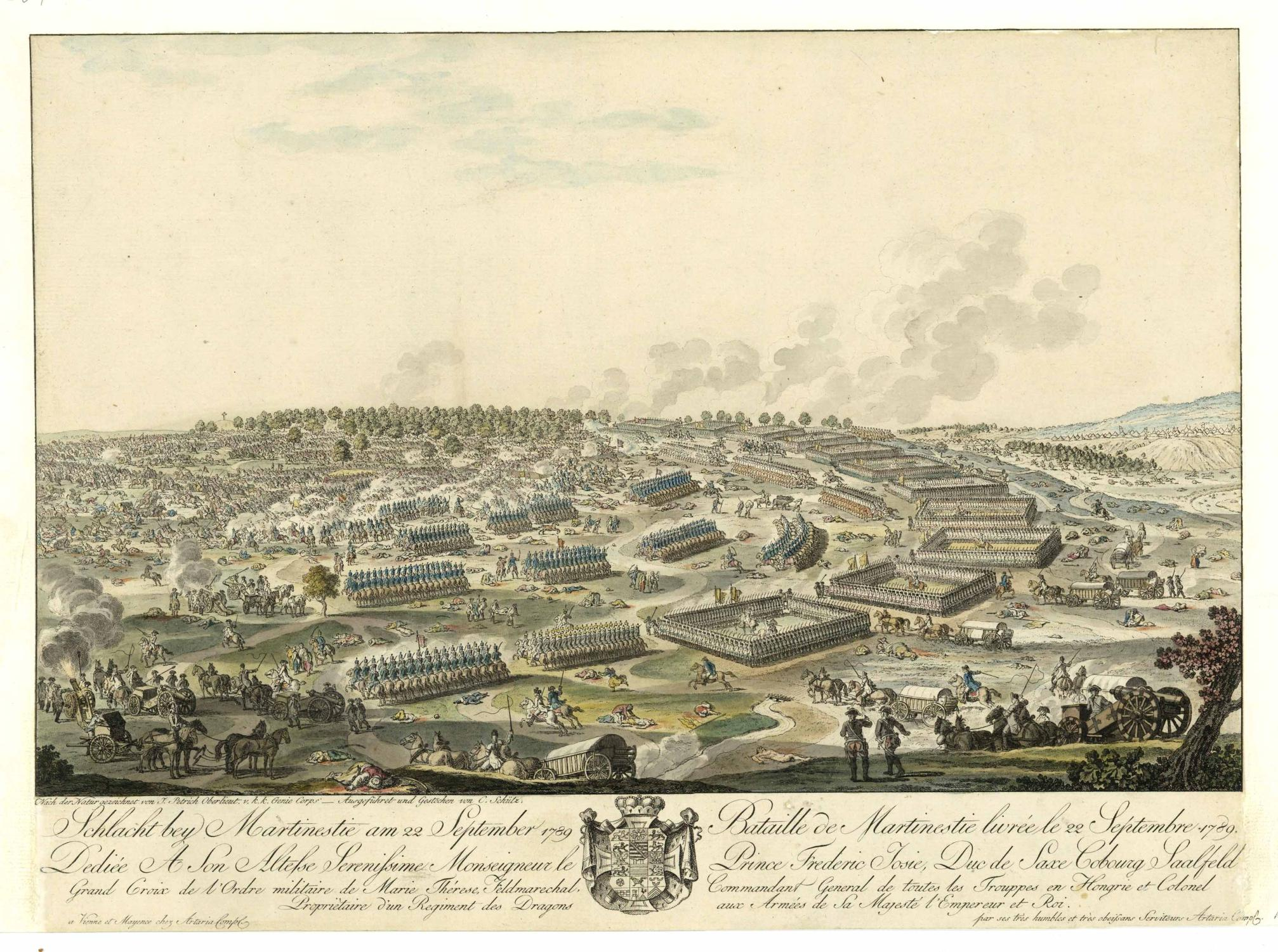
Bătălia de la Râmnic (1789)

La 24 iulie (4 august) 1783 a fost încheiat Tratatul de la Gheorghievsk, un tratat de ocupare a regatului unit georgian Kartli-Kakheti (Georgia de Est), conform căruia Georgia de Est a trecut sub protectoratul Rusiei. Tratatul dat rapid a slăbit poziția Iranului și a Turciei în Transcaucazia, distrugând formal speranțele lor în privința Georgiei de Est. Guvernul Turciei a căutat motiv pentru a rupe relațiile cu Rusia. De acea Pașa de Akhaltsikhe l-a îndemna pe regele Georgiei Heracle II să se predea sub protectoratul Porții; când acesta a refuzat, pașa a început să organizeze raiduri sistematice pe pământurile regelui georgian. Până la sfârșitul anului 1786 Rusia s-a limitat doar la niște declarații scrise pe această temă, pe care Poarta în majoritate le-s lăsat fără răspuns.

### Alianța Austro-Rusă
În 1787 Ecaterina a II-a a făcut un tur triumfal prin Crimeea însoțită de reprezentanții curților străine, inclusiv de aliatul său, împăratul Sfântului Imperiu Roman, Iosif al II-lea, care călătorea incognito (vezi Potemkiniadă). Acest eveniment a aprins puternic opinia publică la Istanbul, unde au apărut intenții de revanșă, susținute de ambasadorul britanic, carea a afirmat că Marea Britanie va ajuta Imperiul Otoman, dacă acesta va începe războiul împotriva Imperiului Rus.
Spre sfârșitul anului 1786 Ecaterina a II-a s-a decis să acționeze mai aspru. Grigori Potiomkin a fost desemnat drept comandant al armatei și a primit dreptul de a acționa la propria discreție. Reprezentantului rus de la Constantinopol, Iacov Bugalkin, i s-a ordonat să ceară de la Poarta Otomană:
1. ca hotarele regelui georgian, ca supus al Rusiei, să nu fie niciodată deranjate de turci;
2. ca tătarii din regiunea Kuban să nu atace hotarele rusești.

Cerințele lui Iacov Bugalkin n-au fost ascultate, iar Poarta Otomană, din partea ei cerea, ca guvernul rus să nu mai sprijine Georgia, să cedeze Turciei 39 de lacuri sărate din apropiere de Kinburn și să-i permită Porții să aibă consuli în orașele ruse, în special în Crimeea; de asemenea cerea ca comercianții turci să plătească taxa nu mai mare de 3 %, iar comercianților ruși să le fie interzis să scoată din Turcia produsele turcești și să aibă marinari turci pe corăbiile lor. Deoarece Poarta Otomană cerea un răspuns urgent până la 20 august 1786, situația ostilă era evidentă.
Neașteptând răspunsul de la Bugalkin, Poarta a înaintat o nouă cerință — de a se renunța la Crimeea, întoarcerea ei Turciei și anularea tuturor tratatelor în privința ei. Când Iacov Bugalkin a refuzat să accepte acestă cerință, a fost închis în Castelul cu Șapte Turnuri (Edikule). Acestă acțiune era echivalentă cu declararea războiului. Ambele părți au început pregătirea perntru război.

## Decursul războiului
În 1787 Turcia, folosindu-se de susținerea Marii Britanii, Franței și Prusiei, a înaintat un ultimatum Imperiului Rus de a reinstala vasalitatea Hanatului Crimeii și Georgiei, dar și permisiunea din partea Rusiei de a controla corăbiile care treceau prin strâmtorile Bosfor și Dardanele. La 13 august 1787 Imperiul Otoman, primind refuz, declară război Rusiei, însă pregătirile Turciei erau nesatisfăcătoare, iar timpul ales era nepotrivit, deoarece Rusia și Sfântul Imperiu Roman, cu puțin înainte de aceasta, au încheiat o alianță militară, despre care turcii au aflat prea târziu. Succesele de început ale turcilor împotriva austriecilor în Banat, în scurt timp s-au transformat în insuccese împotriva Rusiei.

### Bătălia de la Kinburn
După o săptămâna de la declararea războiului, care s-a început la 13 (24) august 1787, Flota Turcă a atacat 2 nave ruse, în apropiere de Kinburn, și le-a forțat să se retragă în liman. Dar încercările următoare din septembrie și octombrie de a cuceri Kinburnul au fost respinse de detașamentul de 5 000 de soldați de sub conducerea lui Alexandr Suvorov. Victoria in bătălia de la Kinburn (12-16 octombrie 1787) a fost prima mare victorie a armatelor ruse în Războiul Ruso-Turc din 1787—1792. Ea practic a finalizat campania anului 1787, deoarece în acel an turcii nu au mai întreprins acțiuni militare. Spre sfârșitul anului 1787, generalul Tekeli a întreprins o incursiune de succes în Kuban. Alte acțiuni militare nu au mai fost întreprinse, deoarece, cu toate că armatele ruse erau suficient de numeroase în Ucraina pentru apărarea țării, ele nu erau gata pentru operațiuni de atac. Armata turcă la fel nu erá pregătită. A doua încercare a turcilor de a cuceri Kinburnul, întreprinsă în iarna 1787—1788, la fel s-a soldat cu insucces. Iarna, Rusia a întărit alianța cu Austria, obținând de la împăratul Iosif II obligația susținerii în declararea războiului Turciei. Turcii, aflând despre pericolul care-i amenința din partea ambelor părți, au decis mai întâi să atace austriecii, cu care sperau să se descurce mai bine, dar împotriva Rusiei să se limiteze, un timp, la întărirea cetăților dunărene și trimiterea flotei pentru susținerea Oceakovului și atacul asupra Hersonului.

### Intrarea Austriei în război
Încă o dată, țarina Ecaterina a II-a a solicitat un război comun împotriva Turciei. Datorită alianței cu Rusia în această privință, împăratul romano-german Iosif al II-lea s-a simțit obligat să-i dea asistență militară. Deși ar fi trebuit să aibă grijă de Olanda austriacă, unde clericii și  stările se împotriveau reformelor sale, împăratul a decis să formeze un cordon de la Marea Adriatică până la izvoarele Nistrului și să-l protejeze cu șase corpuri de armată, pentru că timpul părea în plus favorabil după moartea regelui Frederic al II-lea al Prusiei. Din partea Prusiei astfel slăbite nu a fost de așteptat nici o perturbare. Declarația de război a urmat în februarie 1788. Corpurile militare au fost staționate în: Croația, Slavonia, Sirmia (armata principală), Banat, Ardeal și Bucovina. La 14 octombrie 1788, în nordul ținutului Putnei, la Adjud, turcii au fost înfrânți de armata austriacă, pierzând cu această ocazie trei steaguri.

### Asedierea Hotinului
În Moldova mareșalul Piotr Rumianțev-Zadunaiski a provocat armatei turce un șir de înfrângeri grele, după ce, predecesorul său Aleksandr Golițân a ocupat Iașul la 3 septembrie și Hotinul la 19 septembrie.
Primăvara 1788, la sud au fost create 2 armate: principală, sau "A Ecaterinei" (în jur de 80 000 soldați), sub conducerea lui Grigori Potiomkin, care trebuia să cucerească Oceakovul, de unde turcii puteau crea probleme în Crimeea; a doua, Armata ucrainească a lui Piotr Rumianțev-Zadunaiski (până la 37 000 soldați), trebuia să se mențină între Nistru și Bug, să amenințe Benderul și să mențină legătura cu austriecii; în sfârșit, detașamentul generalului Tekeli (18 000) se afla în Kuban pentru apărarea hotarelor ruse din partea estică a Mării Negre.

### Asaltul Oceacului
După un lung asediu feldmareșalul Grigori Potiomkin a reușit să ocupe Oceacul la gura Niprului în ziua de 17 decembrie 1788. În timpul acestei lupte s-a distins mai ales diviziunea sub generalul Aleksandr Suvorov.

### Campaniile din 1789
Aliații austro-ruși au avut din ce în ce mai mare succes militar:
- La 19 aprilie 1789, trupele austriece comandate de Andreas Karaczay se înfruntă cu otomanii la Valea Seacă. La lupte participă două escadroane din Kaiser Chevau-léger Nr. 1 și anume, Barco Hussar Nr. 35, și Regimentul de Dragoni Levenehr Nr. 19, șase companii ale Regimentului de Infanterie Kaunitz Nr. 20 și patru piese de artilerie. Trupele otomane de cavalerie învinse număra 5.000 de oameni. Sunt  capturate numeroase steaguri și un număr important de otomani sunt luați prizonieri.[8]
- aprilie 1789, rușii, conduși de Korsakov, cu unități ale Diviziei 3 (2 batalione de grenadieri, 1 batalion vânatori, 1 infanterie și cavalerie) luptă la Bârlad cu 8.000 de turci care se retrag. Apoi, divizia 3 invinge turcii la Maximeni iar aceștia se retrag peste Siret. Înainte de a se retrage la Bârlad, rușii distrug tabăra otomană de la Galați. La lupte participă unitătile care sunt staționate în tabăra de la Bârlad: Rostov, Absheron, Tula, Ryazan și Starodubovsky.[9]
- După rechemarea mareșalului Piotr Rumianțev-Zadunaiski, protejatul împărătesei, Grigori Potemkin, a condus noile operațiuni ale Armatei de Sud ale Rusiei în Principatul Moldovei. Dupä decizia lui, Corpul I Armată al prințului Repnin și-a concentrat trupele pe malul stâng al Prutului la Cozmești și pe cel drept în apropiere de Mohila, Corpul II Armată țarist, sub conducerea generalului Mihail Krecetnikov, a acoperit teritoriul Chișinăului, în timp ce Corpul III Armată țarist, comandat de generalul Aleksandr Suvorov, și-a strâns forțele la Bârlad. Pe de altă parte, o armată otomană de 20.000 de ostași s-a adunat la sfârșitul lunii iunie 1789 între Nistru și Prut. Dar deja la începutul lunii iunie, Corpul Imperial Galițian al prințului Josias de Saxa-Coburg a traversat secțiunea Trotușului, trecând prin Muntenia pentru a se uni cu forțele țariste. Împreună cu Corpul III Armată de sub Suvorov, a învins turcii în Bătălia de la Focșani.
- În același timp un alt corp imperial de sub Feldmarschalleutnant-ul Charles Joseph de Croix, comte de Clerfait, a învins otomanii pe 17 august 1789 în două bătălii victorioase la Mehadia și Zczupanek (posibil Jupalnic, fostă localitate din Banat aflată în apropierea Orșovei, astăzi dispărută ca urmare a lucrărilor de amenajare a complexului hidrotehnic Porțile de Fier I[10]), izgonindu-i din Banat.
- Feldmareșalul Gideon Ernst von Laudon, care cucerise orașul Gradiška (azi Bosnia-Herțegovina) deja la 2 septembrie 1788, a fost numit de către împărat comandant suprem a armatei principale în fața Belgradului. Pe 8 octombrie 1789 a reușit să finalizeze cu succes asediul îndelungat al Belgradului.
- Apoi, aliații au concentrat 25.000 de soldați cu 103 de tunuri împotriva aproximativ 60.000 turci sub comanda lui  Hassan Pașa și Kemenkes Mustafa, învingându-i de două ori,  la râul Râmnic și, la 22 septembrie 1789, în Bătălia de la Mărtinești.
- Pe 13 octombrie 1789, Potemkin a forțat predarea  Cetății Albe, iar la 14 octombrie a capitulat și Tighina cu o garnizoană turcă de 16.000 de soldați.
- Noul comandant din Transilvania, prințul Friedrich Karl Wilhelm von Hohenlohe-Ingelfingen, a respins contra-atacurile lui Pașa de Rustciuk și a învins un corp de armată turcesc la Porceni și Vădeni, pe 7 și 8 octombrie al anului.
- În Țara Românească, trupele prințului de Saxe-Coburg au ocupat Bucureștiul pe 10 noiembrie, iar Craiova pe 13 noiembrie 1789.

### Convenția de la Reichenbach din 1790
Pentru a forța Austria să se retragă din război, noul rege Frederic Wilhelm al II-lea al Prusiei a încheiat o alianță ofensivă cu sultanul Selim al 3-lea la 31 ianuarie 1790. După moartea împăratului Iosif al II-lea la 19 februarie 1790, fratele și succesorul său, Leopold al II-lea, s-a aliat pe 27 iulie 1790 cu Friedrich Wilhelm în Convenția de la Reichenbach, prin care Habsburgii s-au obligat să părăsească alianța cu Rusia și să pună capăt războiului cu otomanii.

### Pacea de la Värälä din 1790

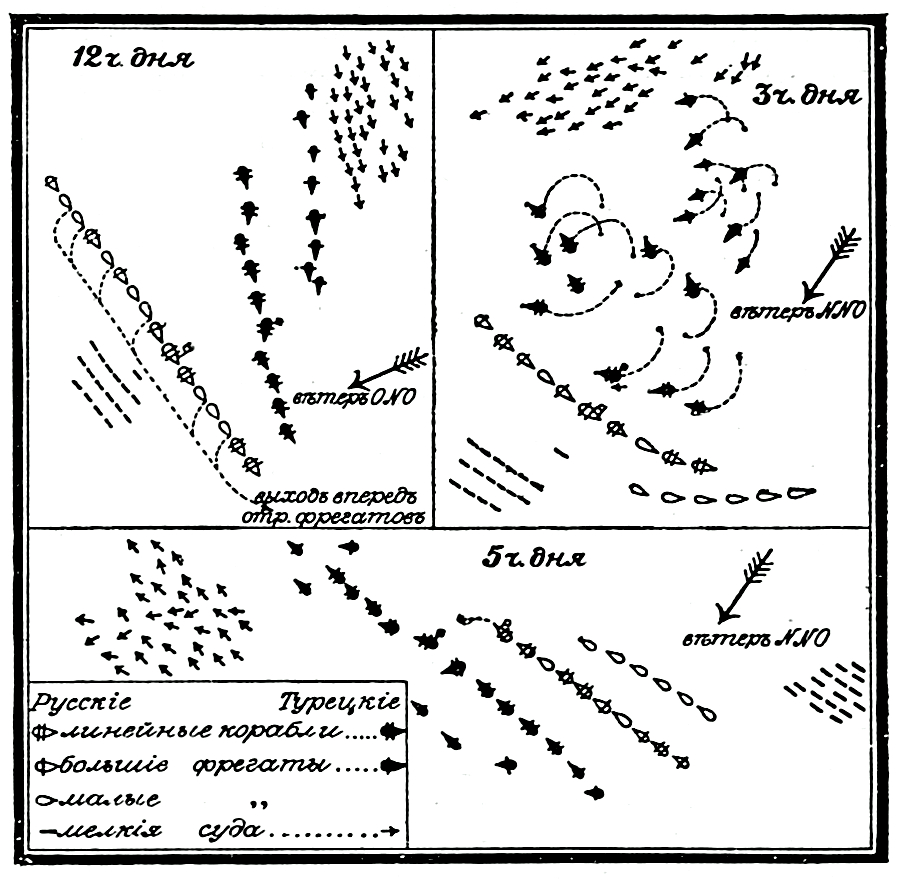
Bătălia de la Kerci

Regele Gustav al III-lea al Suediei începuse un război împotriva Rusiei deja în 1788, pentru a obține teritorii noi. Decursul războiului a fost inițial nefavorabil pentru Suedia. Nobilimea nu a vrut războiul și s-a opus și au avut loc răzvrătiri în trupele lui Gustav. Dar într-o victorie navală în iunie 1790, Suedia a reușit să distrugă o treime din flota rusă, amenințând din nou Sankt Petersburg. Faptul că Danemarca a declarat război Suediei a salvat probabil capitala Rusiei. Drept urmare războiul a fost declarat sfârșit în Tratatul de la Värälä la 14 august 1790, fără schimbări teritoriale, dar dreptul Rusiei de a interfera cu afacerile interne suedeze, fixate în Tratatul de la Nystad (30 august/10 septembrie 1721) a fost revocat în mod expres

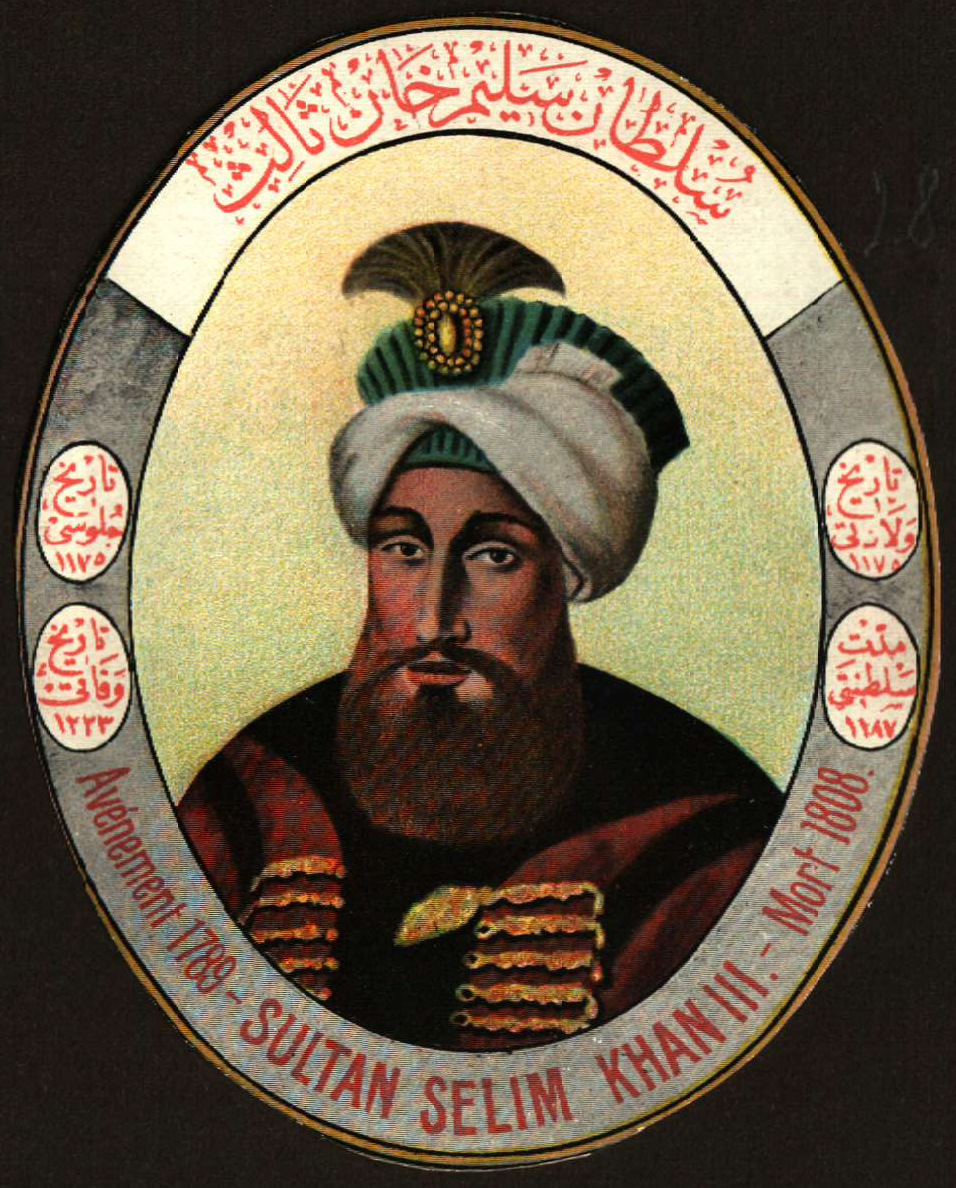
Selim al III-lea

### Războiul pe mare în 1791
Deși flota rusească a fost slăbită, a fost totuși eliberată de un război pe mai multe fronturi și flota Mării Negre a putut fi întărită. În urmare au avut loc 3 bătălii victorioase și decisive sub comanda amiralului Fiodor Fiodorovitch Ușakov (1744-1817):
- 19 iulie 1790: Bătălia navală de la Kerci împotriva unei flote otomane de invazie mult mai mari, împiedicând astfel ocupația Crimeii, dar nu puține vase turcești au putut să evadă datorită mai marii viteze;[13]
- 8 septembrie 1790: Bătălia navală de la Tendra împotriva unei noi flote otomane de invazie mult mai mari (23 de vapoare cu 1360 de tunuri la 11 vase cu 830 de tunuri) care a costat moartea de 1400 otomani (numai 25 ruși);[14]
- 11 august 1791: Bătălia navală de la Capul Caliacra în care restul flotei de la Kerci a fost găsită și aproape complet distrusă;[15]

### Tratatul de la Șiștova din 1791
În consecința Convenției de la Reichenbach, Leopold al II-lea a încheiat pe 4 august 1791 cu sultanul Selim al III-lea o pace separată, prin Tratatul de la Sviștov (azi, în Bulgaria), terminând astfel ultimul război austro-turc. Împăratul romano-german a renunțat la toate teritoriile cucerite și a păstrat doar Orșova pe malul nordic al Dunării, stabilind altfel granița comună a ambelor imperii din 1788. Ca și în primul război ruso-austriac împotriva turcilor din 1736-1739, retragerea Vienei a fost percepută în Sankt-Petersburg ca o trădare. Ca rezultat, istoriografia rusă subapreciază partea Austriei pentru succesele militare în acest război până în prezent.

### Campania rusă a anului 1791
Rușii au continuat ofensiva lor singur. Prințul Nicolai Vasilievici Repnin (1734-1801, succesorul lui Potemkin ca comandant-șef), a reușit să-l învingă decisiv pe Marele Vizir al Otomanilor în bătălia de la Măcin pe 10 iulie 1791. Această înfrângere i-a forțat pe otomani să semneze armistițiul de la Galați, etapă preliminară pentru Tratatul de la Iași (vezi jos), după ce și noul sultan Selim III. (1789-1807) și țarina Ecaterina au subliniat disponibilitatea pentru pace. Doar Grigori Potemkin s-a declarat adversar. Dar după ce marele general a murit în avans spre Nicolaev la 5./16 octombrie 1791 de malarie, drumul pentru un tratat de pace a fost liber.

## Rezultatele războiului
Retragerea trupelor și navelor de război în Europa în 1791 a dus la căderea emirului mameluc Ismail Bey, aliatului turc în Egipt. Succesorii săi, Murad Bey și Ibrahim Bey, au înființat un regim independent de Constantinopol.
În consecința Tratatului de la Iași din 1792, otomanii au recunoscut anexarea Rusiei din 1783 a Canatului Crimeii. Regiunea Edisan (cu Odessa și Oceag) a fost cedată și ea Rusiei, iar Nistrul a devenit frontiera rusă în Europa, în timp ce frontiera rusă asiatică, râul Kuban, a rămas neschimbată. Din păcate țările române, numite de turci "Daçya", au rămas sub jugul otoman.
Scopul războiului otoman de a recupera Crimeea a eșuat și, dacă n-ar fi fost Revoluția Franceză, situația Imperiului Otoman ar fi putut fi mult mai gravă. Dar așa, s-a hotărât legarea otomanilor mai strâns de sistemul statelor europene. De acea au fost înființate ambasade permanente la Londra și Viena (1794), Paris (1795) și Berlin (1796). Imperiul Otoman a fost legat mai strâns de sistemul european de stat. Având în vedere că războiul a demonstrat rămânerea în urmă a constituției militare, sultanul Selim al III-lea a efectuat o reformă a armatei. Noile unități au fost echipate și instruite pe modelul european. Pentru a finanța această nouă ordine taxele au trebuit să fie majorate. În plus, unitățile tradiționale, ca de exemplu  ienicerii, s-au simțit resetați. Ambele împrejurări au condus la criza de stat din 1807/08.